# Кортес, Эдгар
Эдгар Алехандро Кортес Эспиноса (исп. Edgar Alejandro Cortez Espinoza; род. 8 августа 1989, Santa Teresa, Карасо) — никарагуанский легкоатлет, специалист по бегу на средние и короткие дистанции. Выступал на профессиональном уровне в 2008—2012 годах, чемпион Центральной Америки, победитель Центральноамериканских игр, действующий рекордсмен Никарагуа в беге на 800 метров на открытом стадионе, участник летних Олимпийских игр в Лондоне.

## Биография
Эдгар Кортес родился 8 августа 1989 года в муниципалитете Санта-Тереса департамента Карасо, Никарагуа.
Впервые заявил о себе в лёгкой атлетике на международном уровне в сезоне 2008 года, когда вошёл в состав никарагуанской сборной и выступил на чемпионате Центральной Америки в Сан-Педро-Сула, где стал седьмым в беге на 400 метров, четвёртым в беге на 800 метров, пятым в эстафете 4×400 метров. Позднее в тех же дисциплинах стартовал на юниорском центральноамериканском первенстве в Сан-Сальвадоре, на дистанции 800 метров превзошёл всех соперников.
На чемпионате Центральной Америки 2009 года в Гватемале выиграл бронзовую медаль в 800-метровой дисциплине.
В 2010 году бежал 800 метров на чемпионате мира в помещении в Дохе. На Центральноамериканских играх в Панаме финишировал пятым в беге на 400 метров, одержал победу в беге на 800 метров, завоевал бронзовую награду в эстафете 4×400 метров. Был четвёртым на молодёжном первенстве NACAC в Мирамаре, восьмым на Центральноамериканских и Карибских играх в Маягуэсе.
В 2011 году на чемпионате Центральной Америки в Сан-Хосе стал пятым в беге на 400 метров и третьим в беге на 800 метров. Позже в дисциплине 800 метров занял четвёртое место на центральноамериканском и карибском чемпионате в Маягуэсе, выступил на Всемирной Универсиаде в Шэньчжэне и на чемпионате мира в Тэгу, где установил ныне действующий рекорд Никарагуа — 1:49.10. В концовке сезона стартовал на Панамериканских играх в Гвадалахаре.
В 2012 году финишировал седьмым на иберо-американском чемпионате в Баркисимето. На центральноамериканском чемпионате в Манагуа победил в беге на 800 метров, стал седьмым в беге на 1500 метров, взял бронзу в эстафете 4×400 метров. Благодаря череде успешных выступлений удостоился права защищать честь страны на летних Олимпийских играх в Лондоне — в ходе предварительного квалификационного этапа 800 метров показал время 1:58.99, чего оказалось недостаточно для выхода в полуфинальную стадию соревнований. После лондонской Олимпиады завершил спортивную карьеру.